# Любительская порнография
Любительская порнография (англ. amateur pornography) — категория порнографии, воплощающая в фото- или видеосъемке процесс, в котором не задействованы профессиональные актеры. В любительской порнографии нет заготовленного сценария, а также, как правило, нет съемочной группы. Любительская порнография может подразумевать наличие какой-либо связи между порноактерами (друзья, пара и т.п.). Съемка не предусматривает коммерческого распространения, проводится в домашних или любых других условиях и является частью любовных игр партнеров. Любительское порно отличается от профессиональной порнографии отсутствием постановки и общепринятых правил поведения на съемочных площадках. Это, в свою очередь, привлекает широкий спектр ценителей жанра.

## История
Любительская порнография стала популярной в 1980-х годах, когда люди начали записывать свою сексуальную жизнь на появившиеся бытовые видеокамеры и просматривать результаты на видеомагнитофонах. До этого пары снимали бы себя на любительскую кинокамеру на 8-мм киноплёнку, которая затем должна быть отправлена в фотолабораторию для проявления. Фирма Polaroid разработала одноступенный фотопроцесс, который позволил мгновенно получать фотоснимки, без необходимости отправки материала на предприятия, занимающиеся лабораторной обработкой фотопленок.
Любительские порнографические видео изначально распространялось бесплатно, однако со временем их стали выкладывать с целью получения прибыли. Watchersweb стала одной из первых компаний, распространяющей любительское видео. Компания была основана в 1982 году группой свингеров из Сан-Диего. С ростом спроса на фильмы, данное занятие было превращено из хобби в бизнес.